# Пфейффер, Ида
Ида Лаура Пфейффер, также Пфайффер (австр. Ida Laura Pfeiffer, 14 октября 1797, Вена — 27 октября 1858, Вена) — австрийская путешественница, одна из первых женщин-путешественниц.
Она дважды самостоятельно обогнула весь мир (т. е. совершила кругосветное путешествие) в 1840-х и 1850-х годах. Во время своих путешествий Пфейффер прошла более 240 000 км по морю и около 32 000 км по суше, проникнув в страны, ранее ещё не посещавшиеся европейцами.
Являлась членом Географических обществ Берлина и Парижа — и не была принята в члены Королевского географического общества в Лондоне потому, что туда не принимались женщины. Её книги переводились на семь языков.

## Биография
Дочь богатого торговца по имени Рейер. Будучи ребёнком предпочитала мужскую одежду и обожала занятия спортом, к которым её пристрастил отец. Ида получила образование, которое в то время давали мальчикам.
Своё первое большое путешествие она совершила в Палестину и Египет, когда ей было всего пять лет. Впечатления от этого опыта остались с ней на всю жизнь. После смерти её отца, когда ей было 9 лет, её мать, которая отрицательно относилась к неженскому стилю жизни своей дочери, уговорила Иду носить женскую одежду и учиться играть на фортепьяно.
1 мая 1820 года она вышла замуж за доктора Марка Антона Пфайффер, юриста из Львова, связанного с австрийскими властями. Муж был на 24 года её старше и был вдовцом, у которого был уже взрослый сын. В 1831 году умирает мать Иды, а в 1838 году умирает её муж.

## Путешествия
После того, как её сыновья стали жить отдельно, Ида наконец-то могла осуществить свои детские мечты о путешествиях в чужие страны. Позднее она напишет в своей книге Путешествие в Исландию следующие строки:
Когда я была всего лишь маленьким ребёнком, у меня уже было сильнейшее желание увидеть мир. Когда бы я не встречала повозки, я бессознательно останавливалась и всматривалась в них, пока они не скрывались из вида; я завидовала форейтору, потому что я думала, что он, должно быть, только что вернулся из какого-то большого путешествия.
В 1842 году она совершила путешествие по Дунаю к Чёрному морю, в Стамбул. Оттуда она продолжила свой путь в Палестину и Египет, после чего вернулась домой через Италию. Отчёт о своём путешествии она опубликовала в книге Reise einer Wienerin in das Heilige Land (Путешествие женщины из Вены в Святую Землю); деньги, которые она получила за эту публикацию, позволили ей профинансировать другие её путешествия в будущем.
В 1845 году она отправляется в Скандинавию и Исландию, описав своё путешествие в двухтомнике Reise nach dem skandinavischen Norden und der Insel Island (Путешествие на Скандинавский Север и остров Исландия).

### Первое кругосветное путешествие
В 1846 году она отправилась в кругосветное путешествие, посетив Бразилию, Чили, другие страны Южной Америки, Таити, Китай, Индию, Персию, Малую Азию и Грецию, возвратившись домой к 1848 году. В результате поездки она издала книгу Eine Frau fährt um die Welt (Женщина едет вокруг Света).

### Второе кругосветное путешествие
В 1851 она едет в Англию, а оттуда — в Южную Африку, надеясь проникнуть вглубь континента; надежды её на путешествие вглубь Африки не оправдались, вместо этого она продолжила путь на Малайский архипелаг, проведя 18 месяцев на Зондских островах, где на Борнео посетила даяков и стала первой, кто описал жизнь батаков на Суматре и Молуккских островах.
После посещения Австралии Ида отправилась в Калифорнию, Орегон, Перу, Эквадор, Новую Гранаду и затем снова на север, к Великим озёрам, вернувшись домой лишь в 1854 году. Её повествование Meine zweite Weltreise (Моё второе кругосветное путешествие), было опубликовано в Вене в 1856 г. и в Лондоне в 1857 г.

### Мадагаскар
В мае 1857 года Ида отправилась исследовать Мадагаскар, где была сердечно принята королевой Ранавалуной I. Она невольно была вовлечена в заговор против правительства вместе с Жаном Лабором и Жозеф-Франсуа Ламбером, а также кронпринцем Ракото (будущий король Радама II). Когда заговор был раскрыт, королева казнила участвовавших в нём малагасийцев, но пощадила европейцев, изгнав их из страны в июле 1857 года. Пфейффер подхватила какую-то тропическую болезнь (скорее всего малярию) во время её перехода из столицы Антананариву к прибрежному порту, откуда было отплытие, и так и не оправилась от неё.
Она умерла в Вене годом позже, в 1858 году, скорее всего от осложнений после малярии. Дневник её последнего путешествия Reise nach Madagaskar (Поездка на Мадагаскар), был опубликован в Вене в 1861 году и включал в себя её биографию, написанную её сыном, Оскаром Пфейффером.

## Естественная история
Во время своих путешествий Ида собирала коллекции растений, насекомых, моллюсков, морской флоры и фауны, и минералов. Тщательно документированные коллекции были проданы в венский Музей естествознания в Вене и берлинский Музей естествознания.

## Образ в литературе
Ида Пфейффер появляется на страницах книги Генри Дэвида Торо Уолден, или Жизнь в лесу. Торо рассказывает о том, как она носила всё более цивилизованные одежды по мере приближения её к дому.

## Сочинения
- «Reise einer Wienerin in das Heilige Land» (Вена, 1848);
- «Reise nach dem Skandinavischen Norden und der Insel Island» (Пешт, 1816);
- «Eine Frauenfahrt um die Welt» (Вена, 1850);
- «Meine zweite Weltreise» (ib., 1856);
- «Reise nach Madagaskar» (изд. её сыном, с биографией П., Вена, 1861).

## На русском языке
- «Путешествие женщины вокруг света» (Москва, 1862–1867);
- «Путешествие по Индии и Персии в страну душителей и огнепоклонников с описанием всех замечательных памятников и древних развалин» (Москва, 1879).